# ووسوک
جونگ وو سوک (کره‌ای: 정우석؛ زادهٔ ۳۱ ژانویه ۱۹۹۸) که بیشتر با نام هنری ووسوک (کره‌ای: 우석) شناخته می‌شود، رپر، خواننده، ترانه‌سرا، مدل و آهنگساز اهل کره جنوبی است. او در اکتبر ۲۰۱۶ به عنوان یکی از اعضای گروه پسرانهٔ کره‌ای پنتاگون فعالیت خود را آغاز کرد و همچنین قبلاً عضو گروه موسیقی دو نفره در کنار لای کوان لین به نام ووسوک اکس کوان‌لین بوده‌است که در مارس ۲۰۱۹ توسط کیوب انترتینمنت ایجاد شده بود.

## اوایل زندگی و تحصیلات
ووسوک زادهٔ ۳۱ ژانویه ۱۹۹۸ در گوانگجو، کره جنوبی است در سال ۲۰۱۷ او از مدرسه هنرهای نمایشی سئول فارغ‌التحصیل شد. زمانیکه کودک بود، او ویولون و پیانو می‌نواخت و به‌طور مرتب در مسابقات شرکت می‌کرد و جوایزی را برنده شده‌است.

## فیلم‌شناسی

### مجموعه تلویزیونی
| سال  | عنوان         | نقش              | شبکه     | توضیحات      | منابه |
| ---- | ------------- | ---------------- | -------- | ------------ | ----- |
| ۲۰۱۷ | دوران جوانی ۲ | ثور / پارک ووسوک | جی‌تی‌بی‌سی | حضور افتخاری | [ ۳ ] |

### مجموعه اینترنتی
| سال  | عنوان                      | شبکه             | نقش                | توضیحات  | منابع       |
| ---- | -------------------------- | ---------------- | ------------------ | -------- | ----------- |
| ۲۰۲۱ | Fling at Convenience Store | دینگو میوزیک     | جونگ ووسوک         | نقش اصلی | [ ۴ ]       |
| ۲۰۲۱ | نام خودمانی برگ کاج        | اس‌بی‌اس\|یوگور دی | جونگ سوک‌وو / ووسوک | نقش اصلی | [ ۵ ] [ ۶ ] |
| ۲۰۲۱ | کسانی که می‌خواهند بگیرند   | دینگو میوزیک     | جونگ ووسوک         | نقش اصلی | [ ۷ ]       |

### ورایتی شو
| سال  | عنوان                  | شبکه                | توضیحات                                                        | منابع  |
| ---- | ---------------------- | ------------------- | -------------------------------------------------------------- | ------ |
| ۲۰۱۶ | پنتاگون میکر           | ام‌نت                | شرکت کننده                                                     | [ ۸ ]  |
| ۲۰۲۰ | رمز گشایی میو          | تی‌وی‌ان              | عضو گروه بازیگران                                              | [ ۹ ]  |
| ۲۰۲۰ | شو می د مانی ۹         | ام‌نت                | شرکت کننده                                                     | [ ۱۰ ] |
| ۲۰۲۱ | ما دوچرخه سواری می‌کنیم | A&E Korea's History | میزبان به همراه یو سه یون، جیمز هوپر، سونگ یون‌هیونگ و جون وونگ | [ ۱۱ ] |